# Arena, Kalabrien
Arena är en ort och kommun i provinsen Vibo Valentia i regionen Kalabrien i Italien. Kommunen hade 1 436 invånare (2017).